# Poša
Poša est un village de Slovaquie situé dans la région de Prešov.

## Histoire
Première mention écrite du village en 1386.

## Démographie

### Évolution de la population
| Année:               | 1994. | 2004.    | 2014.    | 2024.   |
| -------------------- | ----- | -------- | -------- | ------- |
| Nombre de personnes: | 762   | 841      | 941      | 1010    |
| Différence:          |       | +10,36 % | +11,89 % | +7,33 % |

| Année:               | 2023. | 2024.   |
| -------------------- | ----- | ------- |
| Nombre de personnes: | 996   | 1010    |
| Différence:          |       | +1,40 % |